# Zygmunt Pukianiec

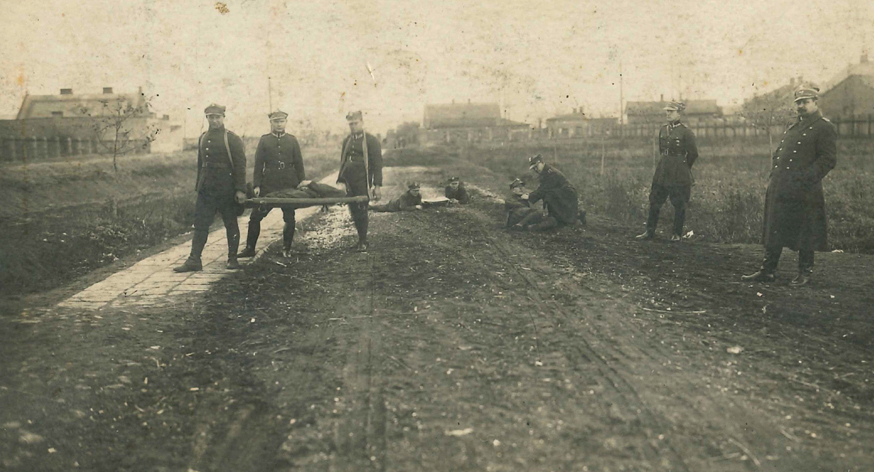
Ćwiczenia plutonu sanitarnego 14 pp. Od prawej stoją ppłk Ewaryst Wąsowski i por. Zygmunt Pukianiec

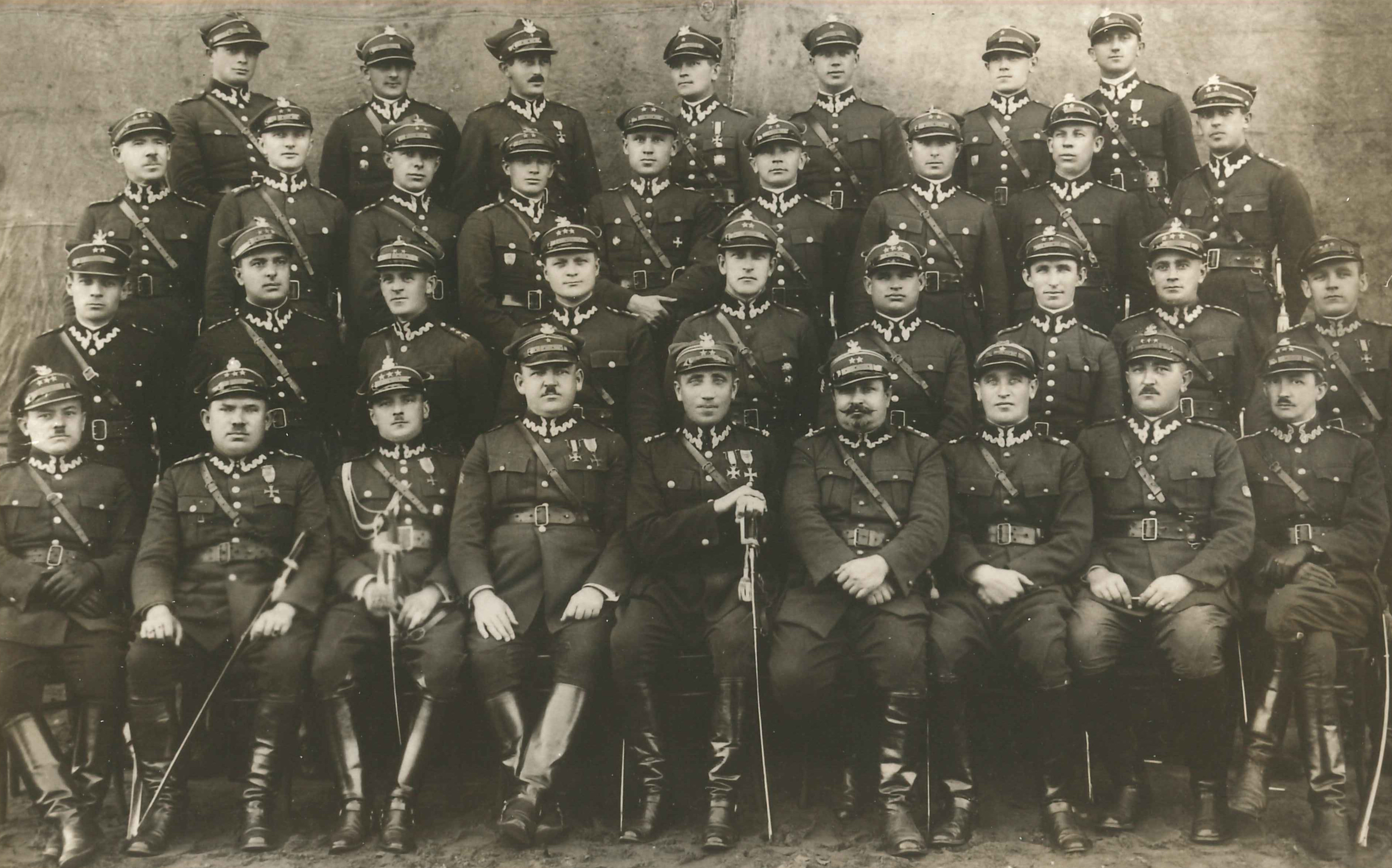
Kadra oficerska 14 pułku piechoty w II połowie 1928 roku. Od prawej siedzą: kpt. Stanisław Pietrzyk, kpt. Emil Zawisza, mjr Julian Czubryt, ppłk lek. Ewaryst Wąsowski, ppłk Ignacy Misiąg, mjr Mikołaj Świderski, kpt. Stanisław Trojan, kpt. Ludwik Wlazełko i kpt. Józef Tkaczyk. W II rzędzie od dołu w środku stoi por. lek. Zygmunt Pukianiec.

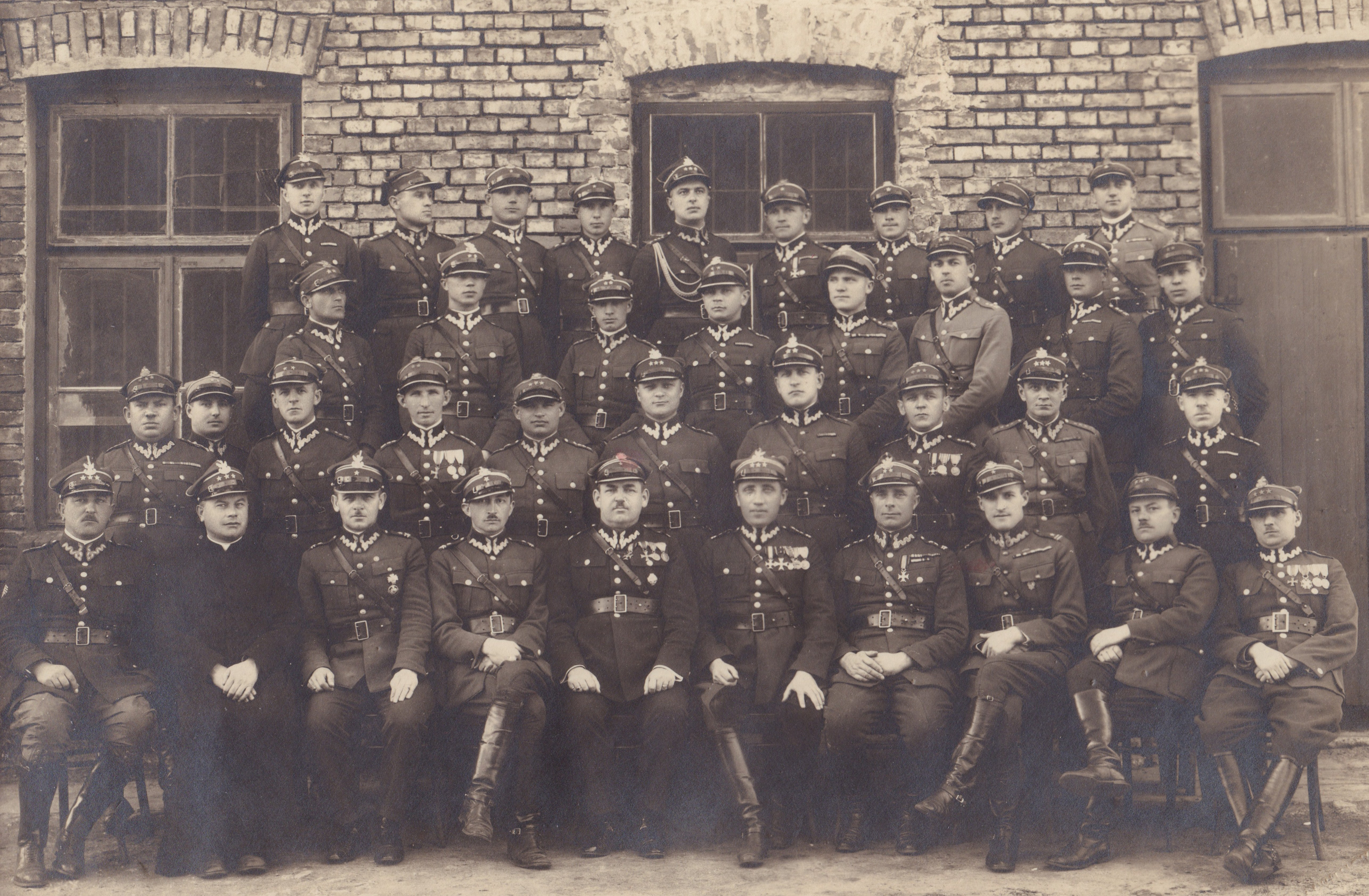
Korpus oficerski 14 pp w I kwartale 1930. W I rzędzie siedzą od lewej: kpt. Emil Zawisza, ks. kpt. Antoni Kosiba, mjr Aleksander Zabłocki, mjr Stanisław Pietrzyk, mjr Mikołaj Świderski, płk Ignacy Misiąg, ppłk Franciszek Sudoł, mjr Aleksander Fiszer, kpt. Józef Tkaczyk i kpt. Stanisław Trojan. W II rzędzie od dołu czwarty z prawej stoi por. lek. Zygmunt Pukianiec.

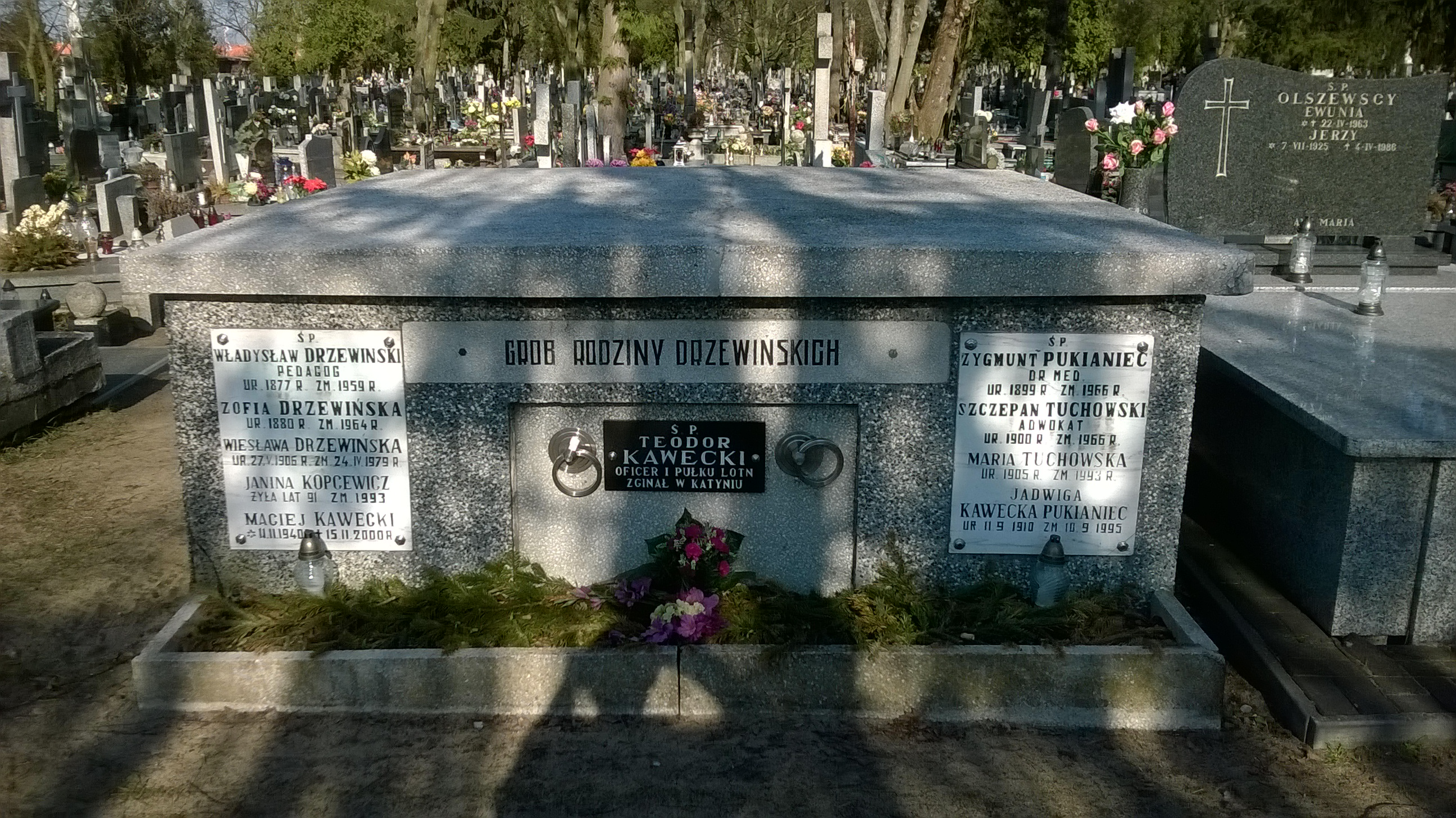
Grób mjr. dr. Zygmunta Pukiańca na włocławskim cmentarzu komunalnym.

Zygmunt Adolf Pukianiec (ur. 18 lipca 1898 w Permie, zm. 4 września 1966 w Bydgoszczy) – doktor medycyny, major lekarz Wojska Polskiego II Rzeczypospolitej, naczelny lekarz garnizonu Włocławek.

## Życiorys
Był jedynym dzieckiem Adolfa Ignacego (ur. 22 października 1863 r. w Jusieniszkach parafii Janiszki, zm. 22 lipca 1910 r. w Permie) i Józefy z domu Piotrowskiej (ur. 19 marca 1878 r. w Wysokiem Mazowieckiem, zm. 28 października 1947 r. we Włocławku). Ochrzczony 27 grudnia 1898 r. w parafii rzymskokatolickiej pw. Niepokalanego Poczęcia Najświętszej Maryi Panny w Permie. W wieku dwunastu lat stracił ojca. Ukończył 8-klasowe Gimnazjum Filologiczne w Permie (1917 r.), po czym rozpoczął studia lekarskie na tamtejszym uniwersytecie. We wrześniu 1918 roku przedostał się z matką na tereny polskie (matka przewiozła go w koszu na bieliznę, gdyż Zygmunt nie dostał zgody na wyjazd). W Wojsku Polskim od 11 listopada 1918 r., brał udział w rozbrajaniu Niemców w Warszawie i wstąpił do 36 pułku piechoty jako medyk kompanii sanitarnej. Wraz z pułkiem brał udział w odsieczy Lwowa i w bitwach pod Rawą Ruską, Dobrostanem, Żółkwią, Kulparkowem i Stanisławowem. W czasie walk zachorował na dur brzuszny, leczył się w Twierdzy Modlin, w której pełnił następnie obowiązki adiutanta naczelnego lekarza. Dalsza służba Zygmunta Pukiańca to praca w Stacji Kontroli Sanitarnej w Równem (na Polesiu) i Szpitalu Epidemiologicznym Nr 28.
Na dzień 1 czerwca 1921 r., będąc w randze podporucznika, posiadał przydział do Kompanii Zapasowej Sanitarnej Nr 3. Służbę pełnił wówczas jako oficer sanitarny w Szpitalu Epidemiologicznym Nr 28 w Nowym Radomsku. Dekretem Naczelnika Państwa i Wodza Naczelnego z dnia 3 maja 1922 r. (dekret L. 19400/O.V.) został zweryfikowany w stopniu podporucznika, ze starszeństwem z dniem 1 czerwca 1919 roku i 111. lokatą w korpusie oficerów sanitarnych – grupie medyków. Jego oddziałem macierzystym była wówczas nadal Kompania Zapasowa Sanitarna Nr 3. Do stopnia porucznika awansowany został ze starszeństwem z dniem 1 czerwca 1921 roku. W roku 1923 zajmował 6. lokatę w swoim starszeństwie w grupie podlekarzy, w korpusie oficerów zawodowych sanitarnych. Jako oficer nadetatowy został w 1923 roku przydzielony z korpusu osobowego oficerów zawodowych sanitarnych (VIII baon sanitarny) do 67 pułku piechoty, na stanowisko młodszego lekarza pułku. Odkomenderowany został wówczas na studia, a naukę pobierał na Uniwersytecie Warszawskim. W 1924 roku zajmował 5. lokatę pośród poruczników – podlekarzy w swoim starszeństwie (w grupie oficerów zawodowych sanitarnych), pozostając na etacie przejściowym w 67 pułku piechoty (ewidencyjnie przynależał wciąż do 8 batalionu sanitarnego i nadal studiował na Uniwersytecie Warszawskim). We wrześniu 1924 r. został oddelegowany do 14 pułku piechoty z Włocławka, w którym objął stanowisko młodszego lekarza. Dyplom obronił na Wydziale Lekarskim Uniwersytetu Warszawskiego w dniu 11 lipca 1925 r., uzyskując tytuł doktora medycyny. We włocławskim pułku służył do wybuchu II wojny światowej.
W roku 1928 porucznik doktor Zygmunt Pukianiec przynależał do kadry oficerów służby zdrowia i pełnił służbę w 14 pułku piechoty z Włocławka na stanowisku lekarza. Zajmował w tym czasie 4. lokatę w swoim starszeństwie, wśród poruczników z grupy lekarzy. Z dniem 1 listopada 1930 r., po przejściu w stan spoczynku ppłk. lek. Ewarysta Wąsowskiego, został naczelnym lekarzem włocławskiego garnizonu. 
Zarządzeniem Prezydenta Rzeczypospolitej Ignacego Mościckiego opublikowanym w dniu 3 grudnia 1930 r. został awansowany do rangi kapitana, ze starszeństwem z dniem 1 stycznia 1931 roku i 22. lokatą w korpusie oficerów sanitarnych (grupie lekarzy). W roku 1932, piastując stanowisko lekarza 14 pułku piechoty, zajmował już 21. lokatę w swoim starszeństwie. Na ogłoszonej (zarządzeniem Ministra Spraw Wojskowych) w dniu 31 stycznia 1934 r. liście starszeństwa korpusu oficerów sanitarnych zajmował 25. lokatę w starszeństwie, pozostając nadal na stanowisku lekarza 14 pp (w czerwcu tegoż roku była to już 24. lokata w swoim starszeństwie i jednocześnie 178. lokata łączna wśród kapitanów korpusu sanitarnego). W 1934 r. był wykładowcą higieny na dywizyjnym kursie instruktorskim dla oficerów 4 Dywizji Piechoty, powołanym przy 14 pp, a w roku 1935 uczestniczył w kursie z zakresu OPLG.  
Do stopnia majora został awansowany ze starszeństwem z dniem 19 marca 1938 roku i 28. lokatą w grupie lekarzy korpusu oficerów służby zdrowia. Na dzień 23 marca 1939 r. pełnił funkcję starszego lekarza 14 pułku piechoty, zajmując w tym okresie 27. lokatę w swoim starszeństwie. W roku 1939 mjr Zygmunt Pukianiec przekazał na rzecz Funduszu Obrony Narodowej 10 obligacji pożyczki narodowej wraz z kuponami na łączną sumę 500 zł. Przed wybuchem II wojny światowej pracował również we Włocławku jako lekarz Kasy Chorych i Ubezpieczalni Społecznej oraz lekarz szkolny tamtejszych szkół: Seminarium Duchownego (leczył między innymi późniejszego prymasa Stefana Wyszyńskiego), Gimnazjum im. Marii Konopnickiej i Liceum im. ks. Jana Długosza.
Podczas kampanii wrześniowej pełnił funkcję naczelnego lekarza 14 pułku piechoty. Brał udział w walkach toczonych przez pułk na terenie korytarza pomorskiego. Zgodnie z rozkazem bojowym dowódcy pułku, ppłk. dypl. Włodzimierza Brayczewskiego, w dniu 2 września rozwinięto punkt opatrunkowy i sanitarny we dworze Mełno. Wkrótce w punkcie tym ulokowanych zostało około 20 ciężko rannych żołnierzy, nad którymi opiekę sprawowali mjr. lek. Zygmunt Pukianiec oraz ksiądz kapelan Józef Gołąb. Tutaj mjr Pukianiec osobiście, bez żadnej pomocy sanitariuszy, opatrywał rannych, a ks. kapelan udzielał ostatniej posługi. 3 września wojska niemieckie zajęły dwór i otaczający go park, a wszyscy znajdujący się tam żołnierze polscy, wraz z naczelnym lekarzem, kapelanem i całą izbą chorych, dostali się do niewoli. 
Początkowy okres niewoli Zygmunt Pukianiec spędził w stalagu I B Hohenstein, gdzie pełnił funkcję lekarza obozowego. Następnie w oflagach II B Arnswalde (Choszczno) i II D Gross Born (Borne Sulinowo). W 1941 r. w oflagu Gross Bom objął stanowisko naczelnego lekarza szpitala epidemicznego, po czym został wysłany (z grupą sześciu polskich lekarzy) do stalagu 302 H, celem opanowania epidemii tyfusu wśród jeńców sowieckich. Tam sam zaraził się tyfusem. Podczas pobytu w oflagach mjr Pukianiec był delegatem Czerwonego Krzyża. Zaangażował się w działalność konspiracyjną, a gdy przez krótki czas pełnił z konieczności funkcję dentysty, wówczas w stopie unitu stomatologicznego przechowywał radiostację. Koniec wojny zastał go w oflagu II C Woldenberg (Dobiegniew), w którym piastował stanowisko kierownika przychodni lekarskiej (izby chorych).
Po oswobodzeniu oflagu w Woldenbergu przez wojska radzieckie, jako prowadzący izbę chorych, opuścił go jako jeden z ostatnich. Aresztowany przez NKWD i zwolniony w styczniu 1946 r. Powrócił do Włocławka i pracował krótko jako lekarz pracowników PKP. Uzyskał specjalizację z pediatrii, po czym prowadził własny gabinet lekarski i pracował w państwowej służbie zdrowia. Kierował sekcją sanitarną włocławskiego koła PCK, był radnym Miejskiej Rady Narodowej we Włocławku oraz przewodniczącym Komisji Zdrowia. Wykładał na kursach sanitarnych PCK i pracował jako lekarz szkolny w Gimnazjum Ziemi Kujawskiej. Był również członkiem Polskiego Związku Filatelistów.

## Rodzina
W dniu 26 czerwca 1923 r. poślubił w Warszawie Aleksandrę Natalię Hentschel (ur. 29 grudnia 1896 r. w Łodzi, zm. 19 listopada 1957 r. we Włocławku), córkę Jerzego i Elizy Grob. Z ich związku narodzili się: Zbigniew Bohdan Zygmunt (ur. 26 kwietnia 1926 r. w Łodzi, zm. 1999 r. w Raubling) - lekarz, po wyemigrowaniu do Niemiec zmienił nazwisko na Langensee; Leszkek Adolf (ur. 18 lutego 1928 r. we Włocławku, zm. 30 stycznia 2011 r. w Berlinie-Spandau) - absolwent warszawskiej ASP, emigrant polityczny w Berlinie Zachodnim (1980 r.) i Danuta Aleksandra 1° voto Taraszkiewicz, 2° voto Brandt, 3° voto Fidorra (ur. 18 lutego 1928 r. we Włocławku, zm. 15 października 2005 r. w Berlinie) - absolwentka Uniwersytetu Jagiellońskiego, prawnik i sędzia. 
Po rozwodzie z Aleksandrą jego drugą żoną została Jadwiga Anna Kawecka z domu Drzewińska (ur. 11 września 1910 r. w Petersburgu, zm. 10 września 1995 r. we Włocławku) – wdowa po Teodorze Kaweckim, podporuczniku rezerwy 1 pułku lotniczego, zamordowanym wiosną 1940 r. w Katyniu.
Major lekarz Zygmunt Pukianiec zmarł 4 września 1966 roku w Bydgoszczy i pochowany został na włocławskim Cmentarzu Komunalnym (sektor: 26, rząd: 6, grób: 217).

## Ordery i odznaczenia
- Srebrny Krzyż Zasługi (19 marca 1937)[30][31][21]
- Medal Pamiątkowy za Wojnę 1918–1921[32]
- Medal Dziesięciolecia Odzyskanej Niepodległości[32]
- Srebrny Medal za Długoletnią Służbę[32]
- Brązowy Medal za Długoletnią Służbę[32]
- Odznaka Honorowa Ligi Obrony Powietrznej i Przeciwgazowej[32]
- Odznaka Honorowa „Orlęta”[32]
- Medal „PCK Zasłudze” klasy IV[32]